# 1,3-butadieen
1,3-butadieen, kortweg meestal butadieen genoemd (IUPAC: buta-1,3-dieen), is een tweevoudig onverzadigde koolwaterstofverbinding met als brutoformule C4H6. Het is een kleurloos ontvlambaar gas, met een licht aromatische geur.

## Synthese
Buta-1,3-dieen wordt deels gevormd bij het kraken van koolwaterstoffen uit aardolie. Dit is de grootste industriële bron van butadieen. Het wordt ook geproduceerd door de katalytische dehydrogenering van but-1-een.
Omdat het een gas is, is het moeilijk handelbaar. Vooral in laboratoria neemt men zijn toevlucht tot sulfoleen. Het verhitten van deze kristallijne verbinding maakt buta-1,3-dieen en zwaveldioxide vrij middels een retro-cheletrope reactie:

## Structuur en eigenschappen
Butadieen is een typisch voorbeeld van een 4-center-pi-systeem, een geconjugeerd systeem met 4 p-orbitalen en 4 gedelokaliseerd elektronen. Alle koolstofatomen zijn bijgevolg sp2-gehybridiseerd. Doordat de 4 π-elektronen in de molecule gedelokaliseerd zijn, wordt een extra stabiliteit verschaft.

### Isomeren
Isomeren van buta-1,3-dieen zijn buta-1,2-dieen, butyn, but-2-yn, cyclobuteen, 1-methylcyclopropeen en 3-methylcyclopropeen.
Het dimeer van buta-1,3-dieen is 4-vinylcyclohexeen.

### Toxicologie en veiligheid
Het is een van de negen schadelijke stoffen in tabaksrook.

## Toepassingen
Het meeste buta-1,3-dieen wordt gebruikt voor de productie van synthetisch rubber, zoals styreenbutadieenrubber en butadieenrubber. Het is een van de monomeren van acrylonitril-butadieen-styreen (ABS). Het wordt ook omgezet tot chloropreen, de grondstof van neopreen.
1,3-butadieen reageert met blauwzuur tot adiponitril, een grondstof voor nylon.
Verder wordt 1,3-butadieen gebruikt in de synthese van sulfolaan, vinyloxiraan, 1,5-cyclo-octadieen, 1,5,9-cyclododecatrieen en cyclobuteen.
Als geconjugeerd dieen kan 1,3-butadieen via een diels-alderreactie gebruikt worden voor de synthese van cyclische alkanen en alkenen, bijvoorbeeld van 4-vinylcyclohexeen.